# Axiideus
|  | Aquest article tracta sobre la superfamília de decàpodes. Si cerqueu l'antiga superfamília de lepidòpters, vegeu «Cimeliidae». |

Els axiideus (Axiidea) són un infraordre de crustacis decàpodes del subordre Pleocyemata.

## Taxonomia
L'infraordre Axiidea inclou 556 espècies repartides en 11 famílies:
- Família Anacalliacidae R.B. Manning & Felder, 1991
- Família Axiidae Huxley, 1879
- Família Callianassidae Dana, 1852
- Família Callianideidae Kossman, 1880
- Família Callianopsidae R.B. Manning & Felder, 1991
- Família Callichiridae R.B. Manning & Felder, 1991
- Família Ctenochelidae R.B. Manning & Felder, 1991
- Família Eucalliacidae R.B. Manning & Felder, 1991
- Família Micheleidae K. Sakai, 1992
- Família Paracalliacidae K. Sakai, 2005
- Família Strahlaxiidae Poore, 1994